# もぐら (漫画家)
もぐらは、日本の漫画家。愛媛県松山市出身。女性。商業誌では土家千明（つちいえ ちあき）の名も使用する。

## 来歴
- 愛媛県松山市で生まれ育つ。家族は両親、兄、弟（2人）の6人家族。長女。
- かつては百鬼夜行シリーズやAxis powers ヘタリア、彩雲国物語の二次創作BLサイトを運営していた（現在はいずれも閉鎖）。
- ヘタリアを元に、自身のサイト内『四国四兄弟』で、四国各県の擬人化漫画を掲載。『四国四兄弟』はその後、日本各都道府県を擬人化として、飛鳥新社より『うちのトコでは』として出版している。それ以外の書籍でも、日本や都道府県に関連したものが多い。
- 自身のサイトでは、「御かぞくさま御いっこう」にて『四国四兄弟』以外に自身の家族を擬獣化した4コマ漫画も掲載（2012年5月25日には単行本化もされている）。家族は父（馬）、母（猫）、兄（犬）、弟（鶏）、末弟（羊）、で擬獣化し、自身もモグラに擬獣化している（友人等も擬獣化又は宇宙人化している。但し飼い猫のさくらはそのまま登場させている）。
- かつては『四国四兄弟』に多数の歴史関係の長編を連載するなど意欲的であったが、2014年以降は家族の4コマ漫画の掲載（飼い猫のさくらに関する内容が多くなっている）が中心となり、『四国四兄弟』は、落書き漫画と正月漫画などの季節関係の作品を除き、更新しなくなっている。

## 人物
webコミック『御かぞくさま御いっこう』の中で提示されたものを含む。
- 自身曰く「短気で感情的」と説明している。
- 料理はレシピを見ながらのレベルで、ありあわせで適当に作った二男の料理の方が美味しいと末弟に指摘される程の腕。
- ウスターソースの代理としてオタフクソースを使用したこともあり、味の感想もどれも「美味しい」としか書かれていない為、恐らく味音痴[1]。
- 低血圧であり、普段から二度寝は当たり前、三度寝や四度寝の経験もある。
- 自身の事を「短気で感情的。極度の寒がり（冷え性）で偏食家」と自己紹介する。辛いものが苦手。甘党であり、縁起飴（千歳飴の様なもの）は必ず大量購入する。また干し梅も好物である。
- 猫舌。
- 自身の体形は痩せ型、近眼であり眼鏡を所持（常用かは不明）。
- 宅配ピザを取る場合、サイドメニューはサラダとスープとオニギリ（母親の影響と思われる）。
- 写真を撮られる事を極端に嫌う。幼少の頃、カメラを向けられると必ず「お姫様ポーズ」をした事がかなりのトラウマである。
- 家族の中で身長が一番低く、最近末弟に抜かされる。
- 鉢植えの植物（「ポチ」と命名）を育てるも、放置してしまい野生化させる。
- 虫が嫌いで風呂場に出たゴキブリに驚いて裸で逃げだす位である。特に蚊が嫌いで刺されると血まみれになる程かきむしる。
- 掃除が出来ない訳ではないが、通常部屋はかなり散らかっている。しかし凝り性で掃除し始めるととことん行う。
- 本好きで読書家（小説から漫画まで多数）。読書好きの父親の影響が強い様である。
- ゲームは好きだが、アクションゲームは苦手で傍観に徹し、自分でプレイするのはRPGが主である。
- 弟思いであるが、その反面結構ないがしろにもする（自部屋の炬燵から追い出す、蚊を退治する為に生贄にする等）。
- うっかり戦国4コマ かいこのファン[2]。
- 猫(さくら)を譲り受けるも、管理不足により数分で行方不明になり、丸一日以上餌も水も与えなかったことがある[3]。しかしそれ以降は自身の愛猫として定着し、家族関係の4コマ漫画・ブログ共にさくら関係が多くなっている。
- なんの悪びれもなく夜中に他人に電話をかけ、断られると逆ギレする傾向がある[3]。
- 人生経験を積むためなら、ネット上でどんな間違いを犯しても、HNを変えて逃げれば良いという思考の持ち主である[4]。

## 家族構成（御かぞくさま御いっこう・登場人物紹介より）
父（擬獣化：馬）
普段は無口。酒が入ると陽気になり、子供達に抱きつくがもぐらには抱きつかない。時々頑固。テレビのチャンネル権は家庭で一番強い。
本が好きで、休日はよく本屋に出かける。子供が全員本好きなのは彼の影響と思われる。理屈っぽい。家族に気を使い、特に妻に気を使う良き夫でもある。
母（擬獣化：猫）
整理整頓好きで台所の絶対権限を持つ。家電品に独自の名前をつける（洗濯機にアライさん等）。結構天然ボケでナチュラルなマイペース主婦。
時々ヒステリック気味になる。料理は得意だが、組合せに難がある場合あり（一品目サンドイッチ、二品目サバの煮物、三品目が青椒肉絲等）。
兄（長男）（擬獣化：犬）
兄弟思いで面倒見がいいが、時々貧乏くじを引く場合もあり。基本的にノリがいいが、気が弱い一面もある。一時期、タロットカードに凝っていた。
多趣味で意外に博識。海外渡航経験も多数あり、英語（英会話）が得意。料理も得意で、特に創作料理はプロ並み。
弟（二男）（擬獣化：鳥）
外面は良く付き合いがいいが、家の中では大人しく寡黙。クールな性格で変なところでプライド高いが基本的に真面目。
家族思いで、特に弟思いだがかなりマイペースな一面も持つ。全ての事を平均値以上にこなすが、基本的に脇役に徹する裏方タイプ。彼女がいる。
末弟（三男）（擬獣化：羊）
上の三人とはかなり年が離れており、一番気を使っている。オヤツは直ぐに食べつくす癖があり、度々兄姉に怒られる。
寂しがりやで甘えん坊でやや夢見がちな性格。ゲーム好きで漫画好き。今時少年だが、親孝行で兄姉思いの優しい性格。
何かと姉にちょっかいを出すが、殆ど返り討ちに会ってしまう。
クイズ番組の回答権はまず末弟にある。
さくら（猫）
羊が成長したため、他人から譲り受ける形で家で飼う事になったペットの飼い猫。
家に来た初日にもぐらの不手際で行方不明となってしまうが、数日後に発見された。以降もぐらの愛猫として定着しており、もぐらが世界一可愛いと評する程である（このため、猫の写真集はさくらが載っていないという理由で買わない）。
ラッキー（猫）
さくらを飼い始めてから暫く経った後にもぐらが拾ってきた野良猫。名前は母により「拾われてラッキーだから」という理由で付けられた。猫エイズを患っているため、さくらとは別の部屋で一旦保護されることになり、その後、とある人物がラッキーを1週間トライアルで引き取ると名乗り出たが、その人物がラッキーを出汁にもぐらに対しセクハラな発言を繰り返していたことが判明したため、最終的にそのままもぐらの家で飼われることになった。

## 作品リスト
飛鳥新社
- うちのトコでは（2010年1月 - 、既刊6巻）

JTBパブリッシング
- 見とこ、行っとこ、トコトコ関西（2011年7月29日発売、ISBN 978-4533082702）
- 見とこ、行っとこ、トコトコ四国（2012年3月21日発売、ISBN 978-4533086199）
- 見とこ、行っとこ、トコトコ東京（2013年3月21日発売、ISBN 978-4533090486）
- 見とこ、行っとこ、トコトコ東海（2014年3月25日発売、ISBN 978-4533096341）

竹書房
- 御かぞくさま御いっこう（2012年5月25日発売[12]、ISBN 978-4-8124-4952-3）
  - 御かぞくさま御いっこう 日本の家族あるある編（2013年1月25日発売[13]、ISBN 978-4-8124-9327-4）
  - 御かぞくさま御いっこう ありがちな家族のとるに足らない日常編（2018年10月25日発売[14]、ISBN 978-4-8019-1649-4）[15]
  - 御かぞくさま御いっこう 平凡な家族の騒がしい毎日編（2019年12月5日発売[16]、ISBN 978-4-8019-2037-8）
  - 御かぞくさま御いっこう どこにでもある まんが家とその家族の生活（2021年4月28日発売[17]、ISBN 978-4-8019-2630-1）
  - 御かぞくさま御いっこう 猫と家族とまんが家の のんびりのほほん暮らし編（2022年10月27日発売[18]、ISBN 978-4-8019-3309-5）
- 県民性丸わかり! ご当地あるあるワイドSHOW（全4巻）
  1. 2013年11月28日発売[19]、ISBN 978-4-8124-9753-1
  2. 2015年7月30日発売[20]、ISBN 978-4-8019-0394-4
  3. 2017年10月26日発売[21]、ISBN 978-4-8019-1251-9
  4. 2019年3月28日発売[22]、ISBN 978-4-8019-1815-3
- アラサーの平成ちゃん、日本史を学ぶ（藤井青銅との共著、2015年3月26日発売[23]、ISBN 978-4-8019-0231-2）
- どうしてコレが選ばれた!? 日本三大○○調査隊!（2017年9月28日発売[24]、ISBN 978-4-8019-1220-5）
- 日本人が意外と知らない日本三大○○（2018年11月15日発売[25]、ISBN 978-4-8019-1665-4）
- 47都道府県なんでもランキング（2020年7月30日発売[26]、ISBN 978-4-8019-2347-8）[27]
  - 47都道府県とんでもランキング!（2022年3月31日発売[28]、ISBN 978-4-8019-3045-2
  - 47都道府県へんてこランキング!（2023年9月28日発売
  - 47都道府県とことんランキング!（2024年7月25日発売
- 日本人が知らない驚き価値観（2020年10月15日発売[29]、ISBN 978-4-8019-2424-6）[30]
- 実はヤバい実験心理学（2022年5月26日発売[31]、ISBN 978-4-8019-3107-7）
- 昭和あるあるは令和なしなし!?（2024年3月28日発売）

KADOKAWA/中経出版
- もぐらと奈加ちゃんが日本人のヘンな習慣について考えてみた。（2014年12月10日発売[32]、ISBN 978-4-04-600534-2）
- もぐらと奈加ちゃんが日本の神様にツッコミ入れてみた（2016年10月13日発売[33]、ISBN 978-4-04-068654-7）

ベストセラーズ
- おかしな猫がご案内 お江戸はニャンとこうだった（2015年2月21日発売、ISBN 978-4-584-13626-3）
- おかしな猫がご案内 ニャンと室町時代に行ってみた（2017年4月21日発売、ISBN 978-4-584-13790-1）
- おかしな猫がご案内 ニャンと明治時代はこうだった（2019年9月2日発売、ISBN 978-4-584-13919-6）

その他
- 大江戸タイムウォーカーズ（ケータイ書店カラクリ堂）
- 大江戸挟み碁（携帯アプリ：Docomo / au / Softbank）
- 松山百点〔274号 / 2010年9月：ゲスト執筆〕（松山百店会）
- 就活のしきたり〔石渡嶺司著：イラスト担当〕（PHP新書）
- 花のお江戸ぐらし（アスコム、2012年11月23日発売、ISBN 978-4776207542）
- 県民ごはん、作ってみました!（大和出版、2013年8月9日発売、ISBN 978-4804762258）
  - もっとおいしく! もっとお手軽に! 県民ごはん、作ってみました! 2（大和出版、2014年7月16日発売、ISBN 978-4804762395）
- あるある兵庫五国（ぴあ、2021年3月2日発売[34]、ISBN 978-4835646046）